# Abricot
Cet article concerne le fruit. Pour la couleur à laquelle il a donné son nom, voir abricot (couleur).
Pour les articles homonymes, voir abricot (homonymie).

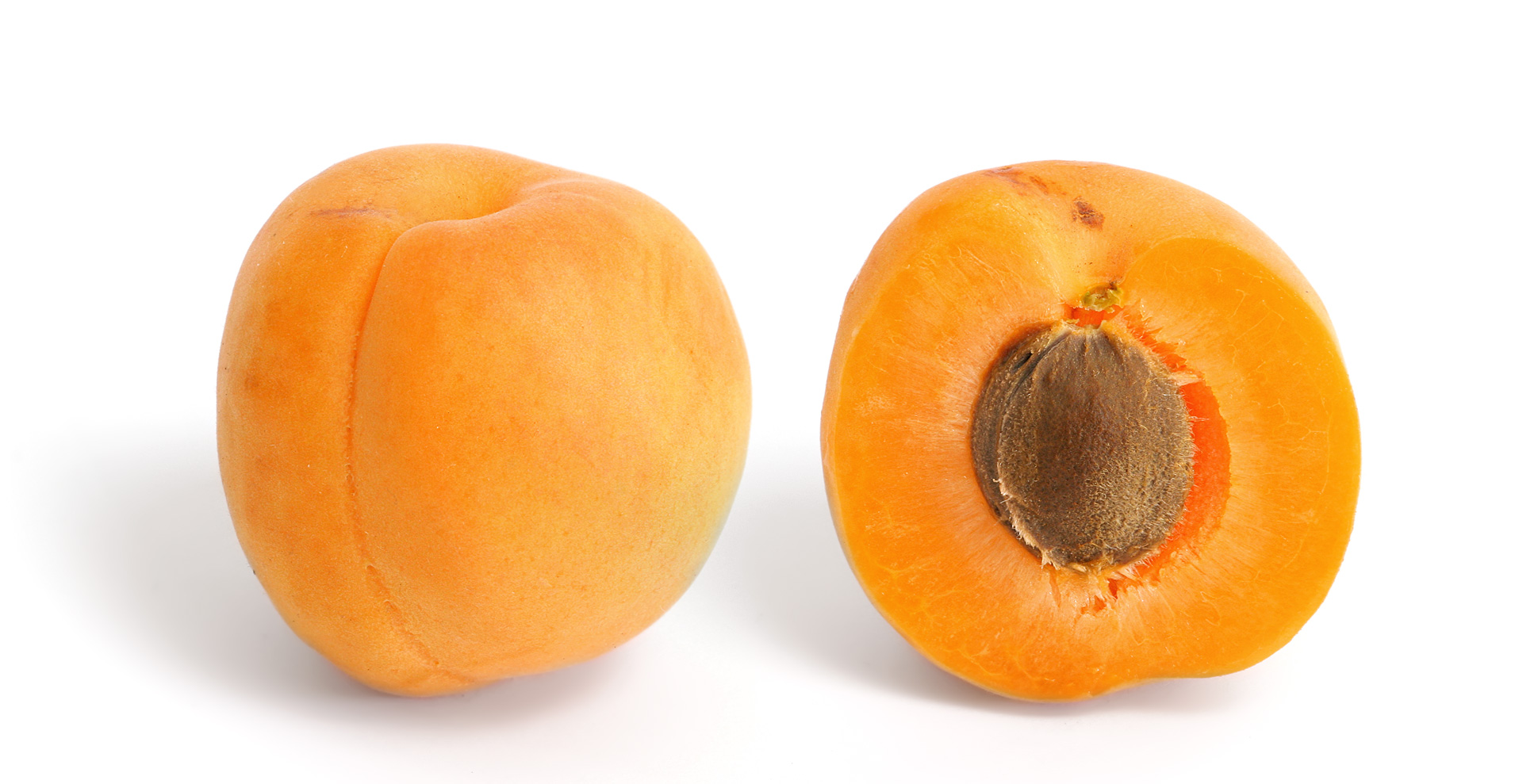
Des abricots.

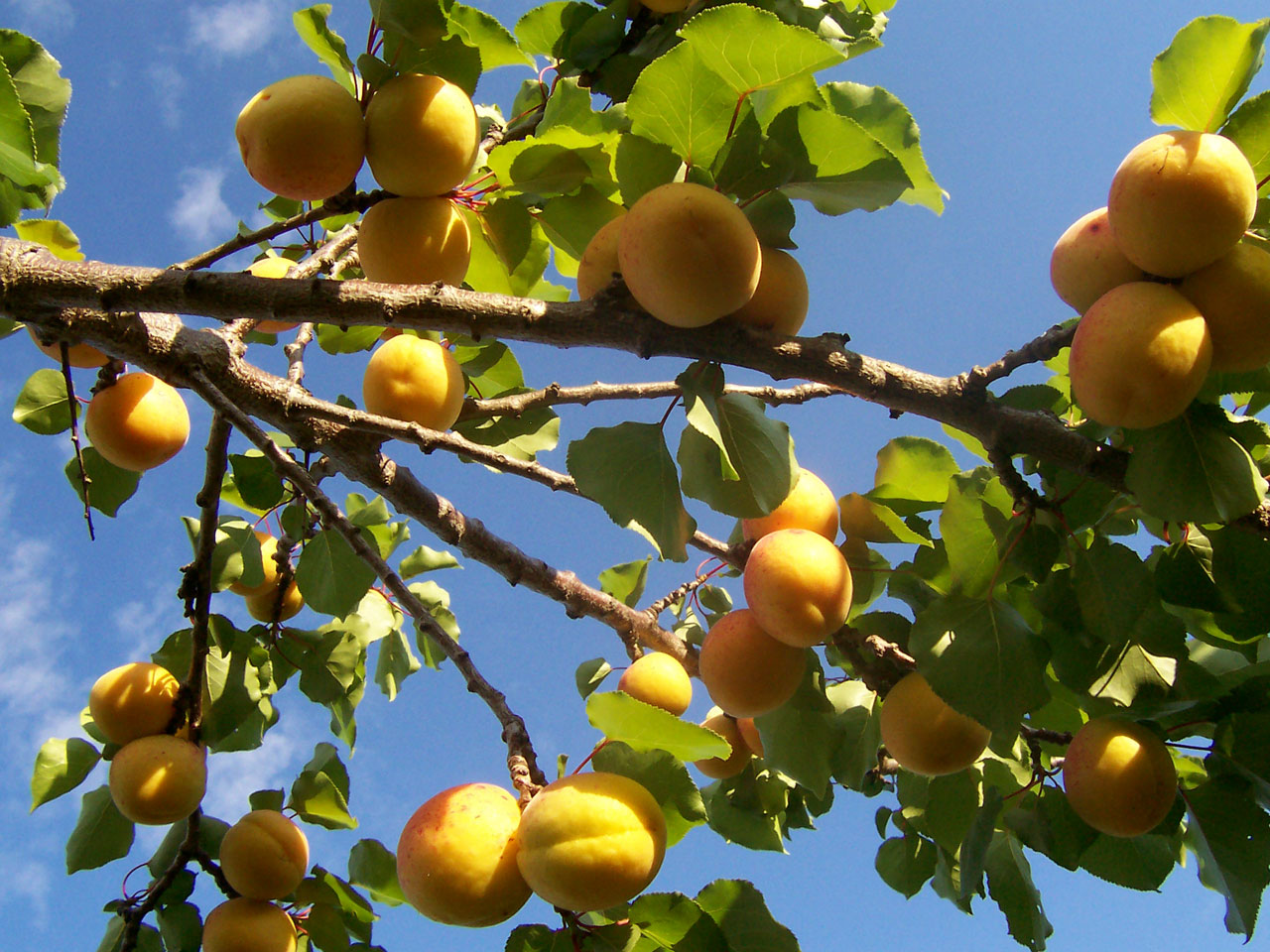
Fruits sur l'arbre.

L'abricot est le fruit d'un arbre généralement de petite taille appelé abricotier, de la famille des Rosaceae. Le nom scientifique de l'abricotier est Prunus armeniaca (prune d'Arménie). Il appartient au sous-genre des Prunus, section Armeniaca avec les quatre autres abricotiers du monde.

## Étymologie
Attesté dès le XVIe siècle, le mot est passé de l'arabe au français via le catalan « albercoc », l’espagnol « albaricoque » ou le  portugais « albricoque », eux-mêmes issus du terme arabe  أَلْبَرْقُوق ʾ(« āl-barkuk »), « (le fruit) précoce ».

## Description
L'abricot est un fruit charnu, une drupe, de forme arrondie, possédant un noyau dur contenant une seule grosse graine, ou amande.
La chair est sucrée, peu juteuse, jaune orangé et ferme — la teneur en carotène ou provitamine A est élevée, c’est elle qui donne la couleur orangée et l’abricot est riche en pectines qui se gonflent facilement d’eau et qui lui confèrent son côté moelleux. L'abricot se sépare aisément en suivant le sillon médian.
La peau veloutée, dont la couleur peut aller du jaune au rouge, est parfois piquetée de « taches de rousseur » et se mange. La couleur rouge n’est pas gage de maturité (le degré de maturité est apprécié par le parfum et la souplesse du fruit) et l'abricot mûrit après sa cueillette : il est climactérique.

## Histoire
L'abricot est, comme la pêche, un fruit à noyau du genre Prunus originaire de Chine.
Des abricotiers sauvages poussent dans la chaîne des Tian Shan, d'Asie centrale (Kirghizstan et Xinjiang en Chine) et dans diverses régions de Chine (Gansu, Hebei, Henan, Jiangsu, Liaoning, Nei Mongol, Ningxia, Qinghai, Shaanxi, Shandong, Shanxi, Sichuan) ainsi qu'en Corée et au Japon.
L'abricotier est cultivé en Chine depuis 2 000 ans. En raison de cette culture ancienne sur de vastes zones à l'ouest et au nord du territoire chinois, il est difficile de déterminer sa distribution d'origine exacte, car on ne peut savoir quelles sont les formes vraiment sauvages et celles échappées des cultures. Toutefois, les dernières études de la structure génétique des populations permet à Yuan et al. (2007), d'affirmer que le centre de diversité de l'abricotier se trouve dans le Xinjiang. Ses ressources génétiques y sont très abondantes.
L'introduction de l'abricotier au Proche-Orient s'est faite à travers l'Iran (« abricot » se dit en persan « zerdalou ») et l'Arménie, aux alentours du Ier siècle avant notre ère. Les Grecs puis les Romains ne prirent connaissance de l'abricotier qu'à cette époque. Inconnu du temps de Théophraste, ce n'est qu'au Ier siècle qu'on trouve des mentions de ce fruit dans les textes : le médecin grec Dioscoride l'appelle Mailon armeniacon « pomme d'Arménie » et Pline fait une allusion obscure à une variété portant le nom de praecocium (précoce).
La dénomination en latin scientifique de armeniaca a été utilisée la première fois par le naturaliste suisse Gaspard Bauhin (dans Pinax theatri botanici). La croyance en une origine arménienne fut entérinée par Linné qui baptisa l'espèce Prunus armeniaca (1753). D'après de Candolle (Origine des plantes cultivées, 1882), ce serait le botaniste Joseph Decaisne qui serait le premier à avoir soupçonné l'origine chinoise de l'arbre. Il avait reçu des échantillons du Dr Bretschneider d'abricots sauvages « des montagnes de Pékin »(« Le fruit est petit ... sa chair est jaune rougeâtre, d'une saveur acide, mais mangeable ») et d'abricots cultivés aux environs de Pékin, deux fois plus gros et semblables à nos abricots.
Au début de notre ère, quelques centaines d'années après son arrivée en Arménie, la culture de l'abricotier était bien établie en Syrie, Turquie, Grèce et Italie.
L'abricotier aurait été introduit en France par deux voies :
- d'une part en provenance d'Italie par la vallée de la Loire. Le roi René d'Anjou (1409-1480) qui hérita du royaume de Naples en 1435 ramena d'Italie ce fruitier dans sa région natale, où il prit le nom d'« abricotier » vers 1560.
- d'autre part en provenance d'Espagne par le Roussillon. On ne sait pas quand l'introduction s'est faite mais probablement entre le moment où Narbonne fut occupée par les Sarrasins (en 715) et celui où le Roussillon fut rattaché à la couronne de France (en 1659).

Les descendants des abricotiers de la vallée de la Loire, cultivés dans le Vaucluse et la vallée du Rhône, présentent les caractéristiques du phylum européen : une amande douce, l'autofertilité et une faible exigence au greffage. Les descendants de la population d'abricots du Roussillon possèdent eux les caractéristiques du phylum nord-africain : une amande amère, l'autostérilité et de fortes exigences au greffage.
La culture de l'abricotier ne s'établira véritablement en France que trois siècles plus tard ; c'est à peu près à la même époque que les missionnaires espagnols l’implanteront dans le sud de la Californie, où il sera rapidement adopté.
En Afrique du Nord, on retrouve plusieurs variétés, deux (paviot et rosé) en Algérie dans le seul massif de l'Aurès, l'une à N'Gaous, ouest de l'Aurès, l'autre à Menaa au centre de l'Aurès (wilaya de Batna). La variété de Menaa est unique au monde par sa blancheur et sa tache rouge. La fête de l'abricot est célébrée à N'Gaous chaque 19 juin. N'Gaous a démarré dans les années 1970 une industrie de jus d'abricot qui, face à l'insuffisance de l'arboriculture, s'est reconvertie dans un ensemble plus large de jus de fruits, surtout d'orange, dont le nom « N'Gaous » est devenu synonyme (dans les années 2000).

## Culture

### Maturité
L'abricot est un fruit climactérique qui, comme la tomate ou la banane, présente une crise respiratoire durant sa maturation, caractérisée par une forte augmentation de la respiration, accompagnée par une production d'éthylène. Lorsque le fruit est encore sur l'arbre, la vitesse de maturation est corrélée avec le dégagement d'éthylène. Dès que le dégagement d'éthylène se produit, le fruit évolue rapidement vers la maturité.

### Variétés
Parmi les nombreuses variétés existantes, on peut citer les plus couramment produites en France, par ordre d'arrivée sur les étals :
- Early Blush, Tomcot, Orangered, Jumbocot, Kioto, Bergarouge, Polonais ou Orangé pour le bassin Languedoc-Provence et la Drôme provençale.
- Principalement Bergeron en Rhône-Alpes.
- Rouge, Hélèna et Royal du Roussillon

D'autres variétés particulièrement appréciées sont plus adaptées au verger d'amateur, comme Royal du Luxembourg, ou Pêche de Nancy (sic).

### Production

#### Production mondiale

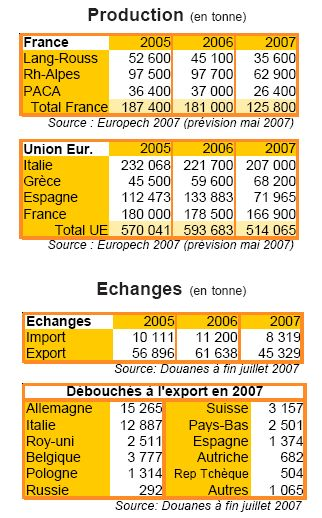
Production d'abricots en France et en Europe de 2005 à 2007.

La production mondiale est dominée par la Turquie, et plus particulièrement la région de Malatya, avec environ 833 398 tonnes d'abricots produits en 2020, suivie de l'Ouzbékistan avec 529 109 tonnes. La majeure partie de la production turque est destinée au séchage.

#### Production française
La récolte débute en juin et se poursuit jusqu’au mois d’août avec un pic de production à la fin du mois de juillet. La première variété récoltée est Early Blush, suivie de Orangered, Jumbocot-Goldrich puis Tomcot.
La France est le deuxième pays producteur d’abricots de l'union Européenne. En 2007, la production française a été de 166 900 tonnes contre 514 065 tonnes pour l’ensemble de l’Europe, soit une part de 32,5 %. Au niveau européen, la France se retrouve, en tonnage, après l’Italie et devant l’Espagne et la Grèce.
En 2017 la production française est de 159 347 tonnes. La surface cultivée est de 12 197 hectares, soit un rendement de 13,1 tonnes à l'hectare. Les principaux départements producteurs sont la Drôme, le Gard, les Bouches-du-Rhône, les Pyrénées-Orientales, l'Ardèche. Le commerce extérieur est excédentaire : 56 412  tonnes produites sont exportées et 20 790 tonnes sont importées.
| Production d'abricot en tonnes en 2020 Données de FAOSTAT (FAO) | Production d'abricot en tonnes en 2020 Données de FAOSTAT (FAO) |
| --------------------------------------------------------------- | --------------------------------------------------------------- |
| Turquie                                                         | 833 398                                                         |
| Ouzbékistan                                                     | 529 109                                                         |
| Iran                                                            | 334 408                                                         |
| Algérie                                                         | 187 273                                                         |
| Italie                                                          | 173 380                                                         |
| Afghanistan                                                     | 131 788                                                         |
| Espagne                                                         | 128 700                                                         |
| Grèce                                                           | 125 640                                                         |
| Pakistan                                                        | 97 045                                                          |
| Maroc                                                           | 93 008                                                          |
| France                                                          | 85 830                                                          |

En France, l'abricot bénéficie d'une Appellation d'Origine Protégée (AOP), Abricots Rouges du Roussillon, créée en 2016.

### Phytopathologie
Les principales maladies de l'abricotier sont :
- le monilia, un champignon microscopique qui se propage par les blessures de l'épiderme
- l’oïdium est une maladie cryptogamique qui s'attaque tant au niveau de la feuille que du fruit
- l'enroulement chlorotique ou ECA une maladie de dépérissement causée par un phytoplasme qui attaque fortement l'espèce abricotier. Il vit dans les vaisseaux véhiculant la sève élaborée. Le vecteur de la maladie semble être le psylle du prunier. Les premiers symptômes sont :
  - Un départ prématuré de la végétation affectant tout ou partie de l'arbre en hiver.
  - L'apparition de feuilles enroulées en forme de cornet, souvent de petite taille au cours du cycle végétatif de l'arbre. Il n'y a pas de traitement à ce jour. La solution consiste à éradiquer et détruire au plus tôt les arbres malades du verger.

## Utilisation

### Culinaire

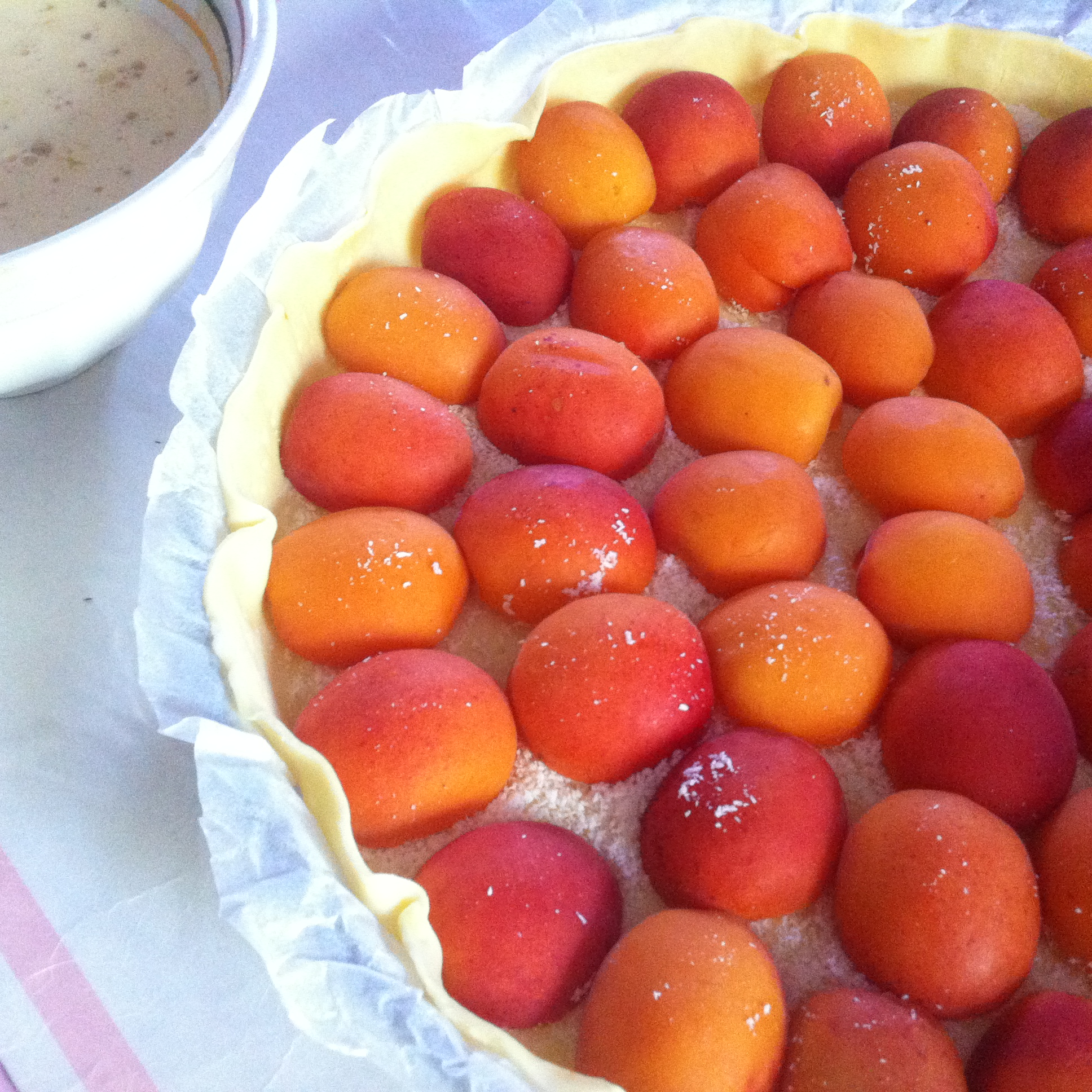
Une tarte aux abricots.

On consomme l'abricot frais, mais aussi séché (abricot sec) ou préparé de diverses façons : compote, confiture, tartes, abricots au sirop (en conserves), ainsi que dans des plats salés, comme le lapin aux abricots et aux panais, une recette anglaise.
L'abricot se consomme également en nectars, préparés à base de purée d'abricot (environ 50 %), d'eau et de sucre. Le nectar d'abricot, appelé à tort jus d'abricot, peut parfois être légèrement coupé avec du nectar de pêche pour adoucir l'acidité naturelle de l'abricot.
Dans certains pays, comme le Pakistan, on consomme également l'amande située dans le noyau de l'abricot. Cependant, il faut préciser que celui-ci contient une substance cyanogénétique appelée amygdaline, qui après hydrolyse, libère de l'acide cyanhydrique (cyanure d'hydrogène). Cette activation se produit seulement après l'ingestion. Concrètement, l'ingestion de quelques amandes de noyau d'abricot est sans danger, mais le fait d'en manger plusieurs dizaines fait courir un risque mortel.
Dans les variétés commercialisées dans les pays occidentaux, cette amande est consommée en huile (huile d'abricot) et entre dans la composition du persipan en Europe du Nord (à la différence du marzipan, dans lequel figurent des amandes), des fameux biscuits amaretti et de la liqueur douce-amère amaretto en Italie. L'abricotine est une eau-de-vie d'abricots élaborée dans le centre du Valais. La plus renommée provient d'une très vieille variété, le Luizet. En Hongrie, la pálinka peut se préparer à base d'abricots, sous le nom de barack.

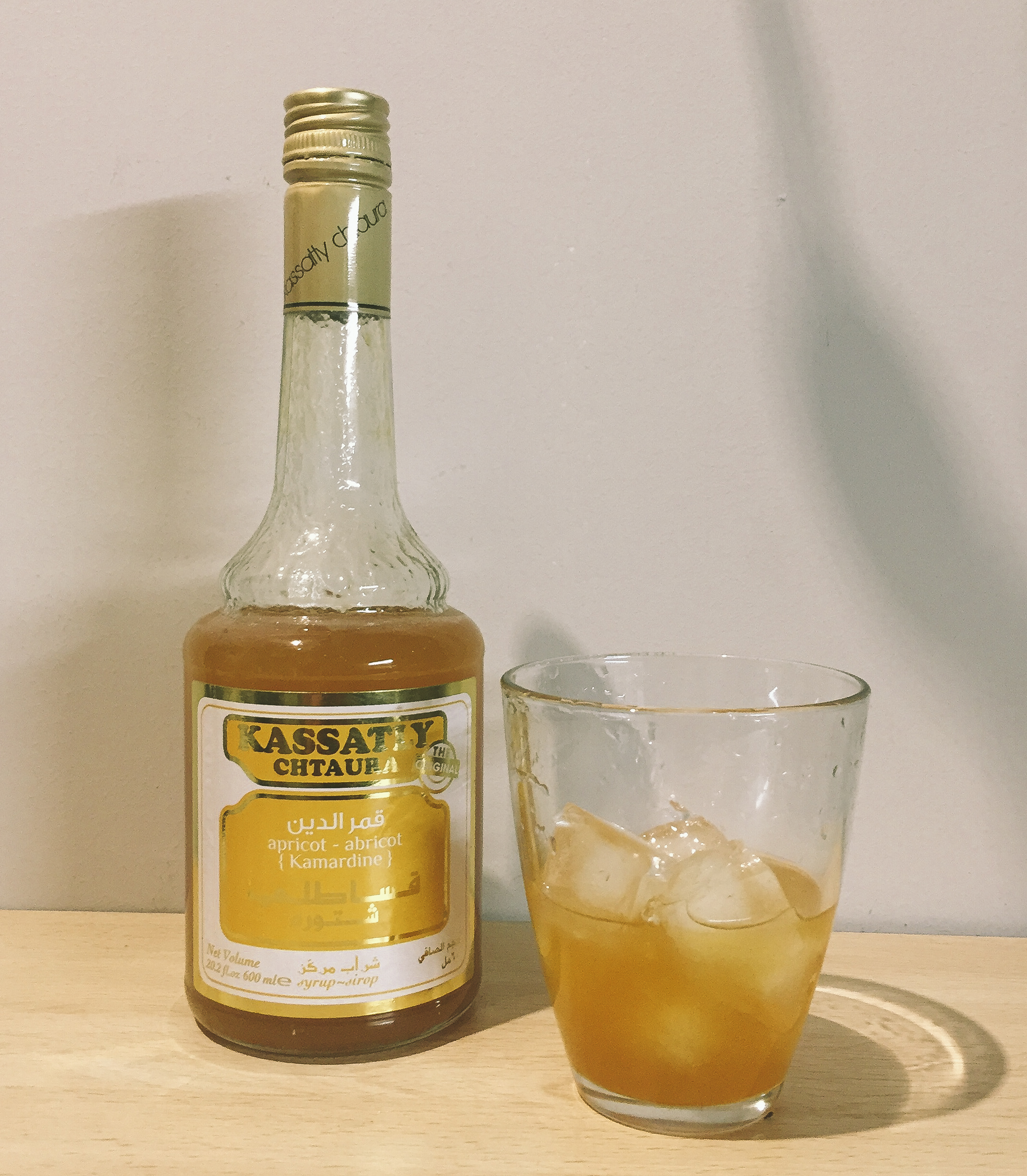
Du sirop de kamardine.

Parmi les régions célèbres pour leurs abricots séchés : le Ladakh, en Inde, l'Aurès, en Algérie (abricot sec se dit « afermas » en chaoui). La kamardine, pâte d'abricots séchée qui entre dans la composition d'une boisson du même nom, est une spécialité de Syrie.
Dans une optique de recyclage de déchets agricoles et d'économie, le noyau (amande ôtée) peut être réduit en farine et utilisé en complément à la farine de blé pour la confection de pains. L’adjonction de l’abricot entraîne une dégradation de la texture du pain en déstabilisant sa structure en gluten, ce qui peut être résolu grâce à un traitement de la pâte aux ultrasons.
Ce phénomène est dû à une compétition pour l’eau entre le gluten et les fibres alimentaires venant du noyau lors de la pétrification. La liaison entre les fibres et l’eau a pour effet positif d’améliorer la conservation du pain à basse température. Le pain à la farine d’abricots à un goût fruité, malté et doux.

### Pharmacologique en Chine
En Chine, les abricots sauvages étaient récoltés pour extraire l'huile de leur amandes. Certaines variétés d'abricotier furent aussi sélectionnées pour leur amandes.
Depuis l'Antiquité, l'amande d'abricot est traditionnellement prescrite contre la toux et la constipation. Le plus ancien ouvrage de matière médicale (datant du début de notre ère), le Shennong bencao jing, indique que l'amande d'abricot, xinghe ou xingren 杏仁, « sert principalement à traiter la toux, à s'opposer au qi ascendant, à traiter les gargouillis tonitruants [de l'intestin], les maux de gorge ».
L'amande amère d'abricot, semen armeniacae amarum (en chinois xingren 杏仁) est décrite actuellement en médecine chinoise traditionnelle (Chen, 2003, 2008) comme :

- goût : amer, sucré, tiède
- affinités pour le méridien des poumons (shoutaiyinfei 手太阴肺) et le méridien du gros intestin (shouyangming dachang 手阳明大肠)
- fonctions :
  - antitussif, anti-asthmatique, dyspnéique
  - laxatif, émolliente des intestins
- indications :
  - bronchite, toux et asthme
  - constipation
- toxicité : l'amygdaline, le composant actif de l'amande amère est très toxique à forte dose (plusieurs dizaines d'amande dans la même journée) : durant les années 2010, à la suite de rumeurs de propriétés « anti-cancer », de très nombreuses intoxications au cyanure sont rapportées en France[19].

En médecine chinoise, l'abricot sec est conseillé pour traiter l'anémie, l'asthme et les sensations de gorge sèche ou de soif.
L'amande amère d'abricot contient de l'amygdaline, de l'émulsine, et de nombreuses enzymes (amygdaline, prunase etc.). Elle contient aussi des acides gras (acide oléique, acide linoléique les deux constituents principaux et de l'acide palmitique, stéarique et linolénique), du cholestérol, de l'estrone, alpha-estradiol. L'hydrolyse de l'agmygdaline conduit au benzaldéhyde et à l'acide cyanhydrique.

### Valeur nutritionnelle
Les abricots sont une bonne source de fibres alimentaires (pectines), de potassium et une très bonne source de bêta-carotène (vitamine A) et de vitamine C.
- Qu'il soit frais ou déshydraté, l'abricot est un aliment alcalinisant (indice PRAL négatif[22]).
- La couleur orangée de l'abricot sec est souvent révélatrice d'une adjonction d'anhydride sulfureux[23] (sulfite - dioxyde de soufre : comme conservateur par vaporisation) qui le rend difficile à digérer (l'abricot brunit en séchant normalement).
- Sec, il est intéressant dans le cadre d'une activité physique intense, du fait de sa richesse en glucides, sans apporter plus de 30 kcal par fruit.

## Composition phénolique
L'abricot frais contient des composés phénoliques qui contribuent à son activité antioxydante.
On trouve principalement des acides phénols (acides caféique, férulique et p-coumarique et des acides chlorogéniques) et des flavonoïdes.
- L'abricot contient des acides phénols (11,34 mg/100 matière fraîche) en quantité bien moindre que dans les prunes ou les cerises douces. Les acides chlorogéniques ont une activité antioxydante, anxiolytique[24] (à forte dose).

- Les abricots crus contiennent des flavanols (ou catéchines) comme les cerises. Ils contiennent aussi des oligomères de ces composés, appelés « tanins condensés » ou « proanthocyanidol » mais en quantité relativement modérée comparée aux prunes. Ces molécules ont une activité vasodilatatrice (par activation de l'oxyde nitrique synthase eNOS).

- Les anthocyanosides sont des pigments naturels responsables de la coloration rouge-pourpre des fruits. Pour l'abricot, sa couleur résulte aussi de la participation de caroténoïdes (bêta-carotène, phytofluène et phytoène). La couleur orange conférée par le bêta-carotène est masquée par les anthocyanosides dans les cultivars rouges[25]. Le côté nonensoleillé de l'abricot passe du vert au rouge durant la maturation en conjonction avec la dégradation de la chlorophylle et l'accumulation d'anthocyanosides. Trois pigments ont été détectés dans la peau : le cyanidol 3-O-rutoside est majoritaire (75 % des anthocyanosides), le cyanidol 2--O-glucoside et peonidol 3-O-rutoside (voir les données du tableau ci-dessous où les moyennes sur deux ans et deux cultivars sont données). Ces composés peuvent être présents ou absents dans la chair suivant les cultivars.

- Les flavonols (quercétol et kaempférol) et leurs hétérosides sont des métabolites secondaires des plantes. Le quercétol est un anti-inflammatoire et un excellent antioxydant.

| Acides phenols, en mg/100 g MF | Acides phenols, en mg/100 g MF | Acides phenols, en mg/100 g MF    |
| ------------------------------ | ------------------------------ | --------------------------------- |
| Acide caféique : 0,63,         | acide férulique : 0,20         | acide p-coumarique : 0,69         |
| Acides chlorogeniques          |                                |                                   |
| Acide 3-caféylquinique : 5,38  | acide 3-férulylquinique : 0,60 | acide 3-p-coumarylquinique : 0,38 |
| Acide 5-caféylquinique : 3,36  | acide 5-férulylquinique : 0,04 | acide 5-p-coumarylquinique : 0,06 |

| Flavanols              |
| ---------------------- |
| (+)-catéchol : 3,52    |
| (-)-épicatéchol : 4,19 |

| Proanthocyanidols                    |
| ------------------------------------ |
| Oligomères de flavanols, astringence |
| Procyanidol dimère B1 : 0,09         |
| Procyanidol dimère B3 : 0,05         |
| Procyanidol dimère B7: 1,00e-02      |
| Procyanidol trimère EEC: 1,00e-02    |

| Cyanidol 3-O-glucoside : 14,55 |
| Cyanidol 3-O-rutoside : 104,35 |
| Peonidol 3-O-rutoside : 21,57  |
|                                |

| kaempférol 3-O-rutoside : 0,52 |
| quercétol 3-O-rutoside : 1,19  |
|                                |

|---
|}
Il n'y a pas de mesure absolue de l'activité antioxydante des aliments mais diverses méthodes qui lorsqu'elles sont appliquées à des listes de produits, permettent de faire des comparaisons significatives. Ainsi, le Nutrient Data Laboratory de Beltsville donne dans sa table de 2010, le classement suivant le score ORAC :
| Activité antioxydante ORAC de quelques fruits total ORAC μmol TE/100 g, d'après USDA database | Activité antioxydante ORAC de quelques fruits total ORAC μmol TE/100 g, d'après USDA database |
| --------------------------------------------------------------------------------------------- | --------------------------------------------------------------------------------------------- |
| Produit                                                                                       | T-ORAC                                                                                        |
| Prune black diamond crue, avec peau                                                           | 7 581                                                                                         |
| Prune, crue                                                                                   | 6 100                                                                                         |
| Pomme Red Delicious, crue, avec la peau                                                       | 4 275                                                                                         |
| Abricot sec                                                                                   | 3 234                                                                                         |
| Pêche crue                                                                                    | 1 922                                                                                         |
| Abricot frais                                                                                 | 1 110                                                                                         |
| Banane                                                                                        | 795                                                                                           |

## Calendrier
Le 13e jour du mois de thermidor du calendrier républicain / révolutionnaire français est dénommé jour de l'abricot, généralement chaque 31 juillet du calendrier grégorien.